# Praia de Sepetiba
Praia de Sepetiba är en strand i Brasilien. Den ligger i västra Rio de Janeiro, i den sydöstra delen av landet.